# Калинове літо на Дніпрі
Міжнародний фольклорний фестиваль «Калинове літо на Дніпрі» — щорічний міжнародний фестиваль фольклору, що відбувається у місті Горішні Плавні на Полтавщині з 2000 року під егідою Міжнародної Ради Організацій Фестивалів Фольклору і Традиційних Мистецтв (CIOFF) при ЮНЕСКО.

## Історія організації

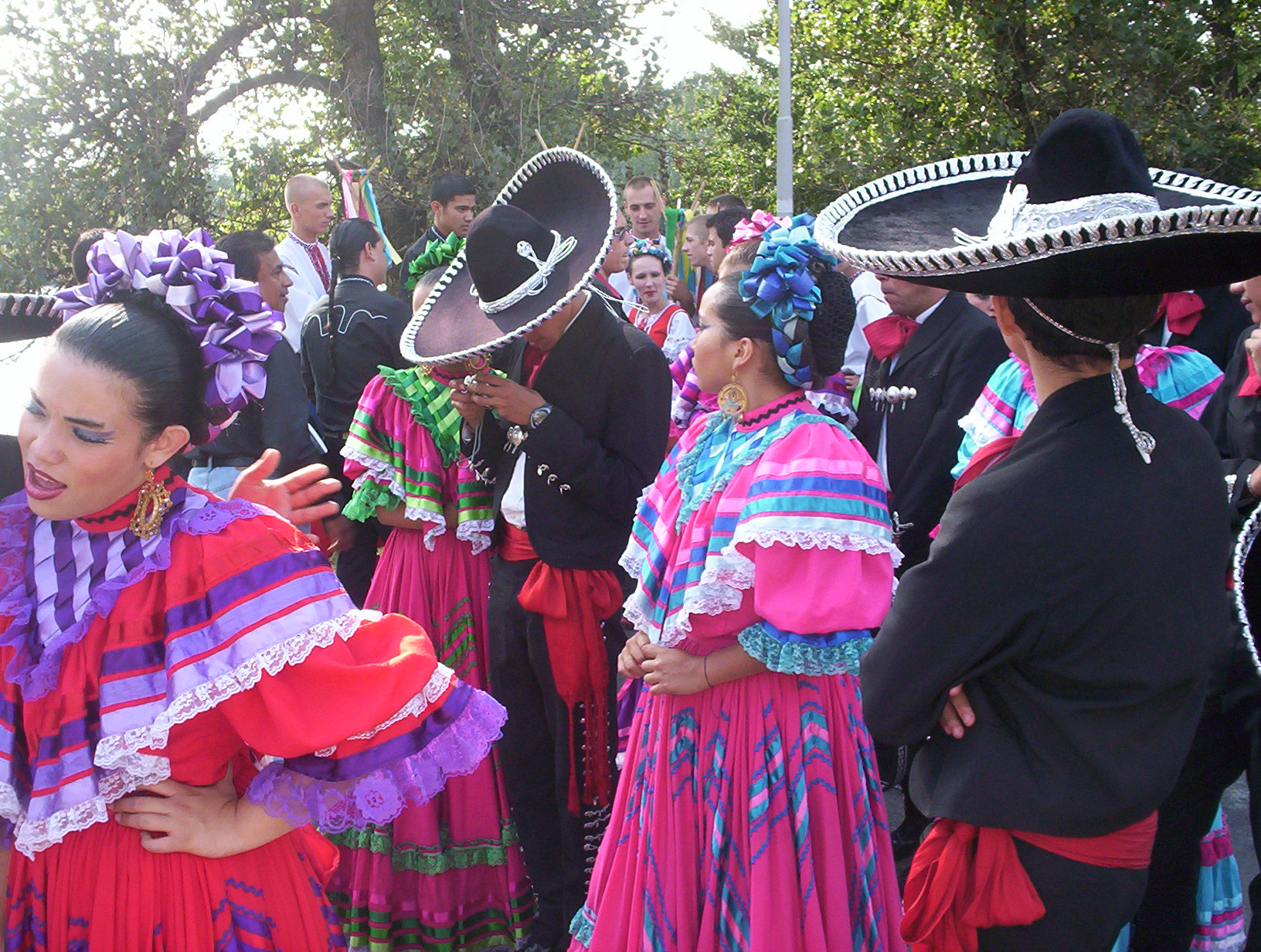
Мексиканський колектив «Санта Аніта», 2005

Традиція проведення міжнародних фольклорних фестивалів була започаткована 37 років у Франції Міжнародною Радою Організації Фестивалів Фольклору і Традиційних Мистецтв (CIOFF). На 2006 рік естафету фольклорного руху підхопили понад 100 країн світу, які, так чи інакше, брали участь у більше ніж 250 фольклорних фестивалях.
Перший фольклорний фестиваль України відбувся 1995 року у Луцьку як дружня відповідь на проведення Польщею міжнародного фольклорного фестивалю «Поліське літо з фольклором».
За словами заслуженого працівника культури України Леоніда Котовського, заявка на проведення першого фольклорного фестивалю у місті Горішні Плавні, що діяв би на рівні з луцькими «Древлянськими джерелами» чи «Поліським літом з фольклором» була подана директорам фестивалю 1999 року..
Важко сказати, що зіграло вирішальну роль у надані згоди директорами: чи дипломатичний хист пана Котовського, чи блискучі виступи зразкових колективів «Веселка» та «Барви», чи бажання поширити фестивальний рух на нові території.
Але результатом стало проведення Першого міжнародного фольклорного фестивалю «Калинове літо на Дніпрі» з 20 по 30 липня 2000 року.

## Організатори фестивалю
Серед організаторів фестивалю: Палац культури і творчості, Кошова рада Дніпровського Коша Українського козацького товариства, дирекція Міжнародного фольклорного фестивалю «Поліське літо з фольклором», виконавчий комітет горішньоплавнівської міської ради, правління ВАТ «Полтавський гірничо-збагачувальний комбінат», управління культури і туризму Полтавської обласної державної адміністрації, Міністерство культури і спорту.
Зазначимо, що фестиваль сам по собі не є конкурсом, де колективи змагаються один з одним за першість. Учасники фестивалю представляють автентичний, оброблений чи стилізований фольклор свого рідного краю.

## Традиції фестивалю

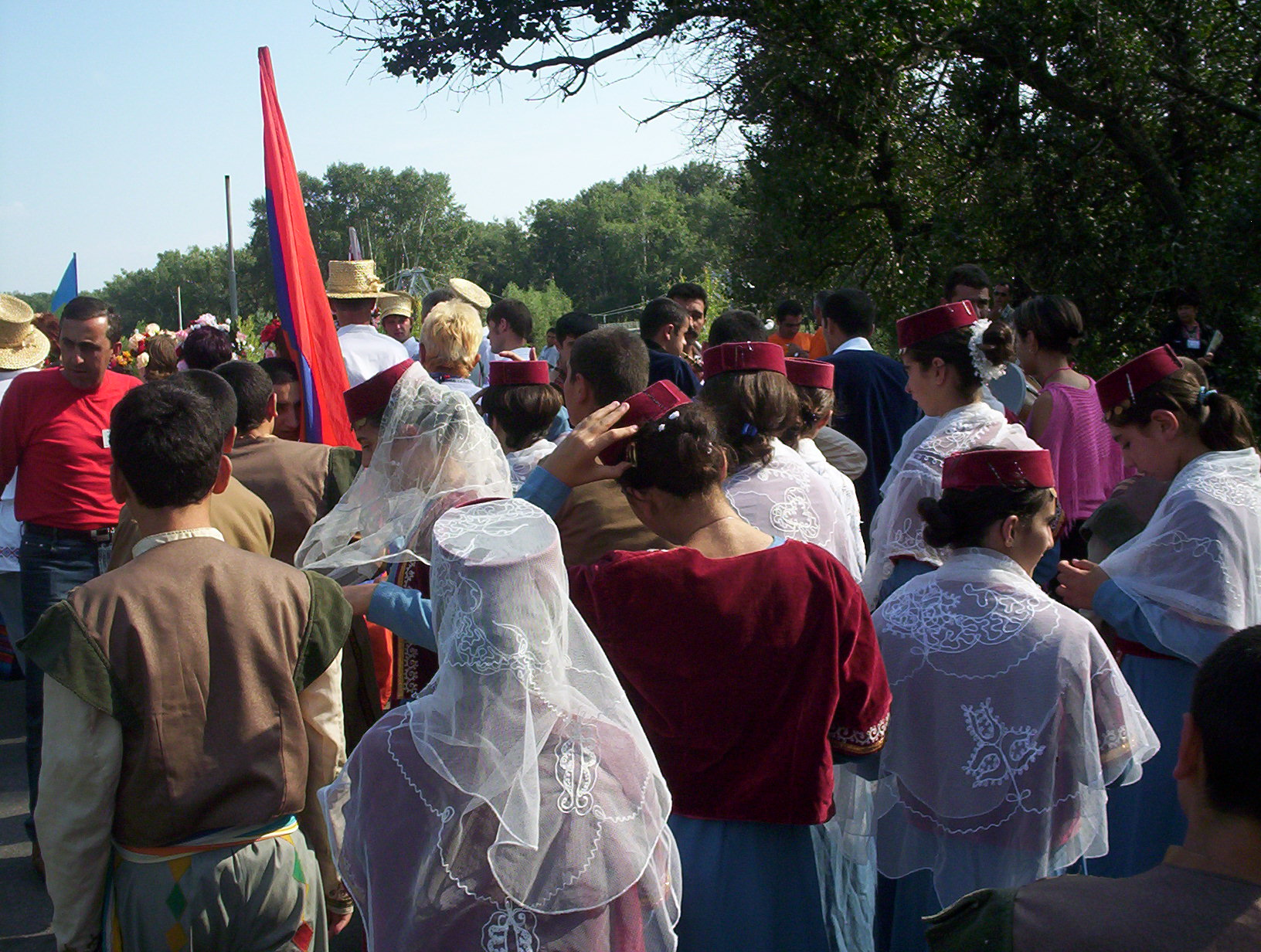
Вірменські гості на фестивалі, 2005

За традицією фестиваль розпочинається святковим богослужінням у Свято-Миколаївському соборі. Попри різницю у віросповіданні, всі учасники фестивалю толерантно вистоюють службу, отримуючи благословення з вуст отця Георгія. Цікавим моментом фестивалю є те, що після завершення літургії колективи, які прибули на фестиваль, виконують духовну пісню, мелодію або танок перед вівтарем собору.
Закінчується офіційна частина у соборі, і велика святкова колона рухається звичним маршрутом: покладання квітів до Козацької могили під лунаючі козацькі пісні; відвідування Вічного Вогню і вшанування пам'яті загиблих при форсуванні Дніпра 1943 року. Потім — святкова хода вулицями міста, з обов'язковим представленням своєї творчості на розсуд жителів на розі деяких вулиць міста.
Зазвичай фестиваль триває упродовж п'яти днів, під час яких для мешканців міста влаштовуються концерти просто неба в міському парку відпочинку, дитячому оздоровчому таборі «Горизонт», по виробничих цехах ПГЗК, на Театральній площі та в залах Палацу культури тощо.

## І фестиваль (2000 рік)
Першим директором фестивалю був заслужений працівник культури України, директор Палацу культури і творчості ВАТ «ПГЗК», Леонід Іванович Котовський. Першого ж року до міста прибули 420 учасників різних національностей, що представляли культури Європи, Азії, Америки. Двадцять творчих фольклорних колективів відкрили фестивальний рух міста Горішні Плавні: народний ансамбль білоруської пісні «Медуніца», молодіжний хореографічний ансамбль «Сінатле» з Тбілісі, художній ансамбль «Жи Їн» з Китаю, польський ансамбль пісні і танцю «Молодий Торунь», дитячий ансамбль танцю «Волиняночка» з Луцька, фольклорний ансамбль «Велике задоволення» з Фінляндії, народний ансамбль пісні і танцю «Славутич» з Кременчука, ансамбль танцю «Полювання на дикого гуся» зі Сполучених Штатів Америки, криворізький зразковий ансамбль народного танцю «Самоцвіт» та зразковий фольклорний ансамбль «Веселка» з народним оркестром «Барви» з Горішніх Плавень [1, С. 119]. Із об'єктивних причин не змогли з'явитися колективи з Росії, Бразилії, Греції та Хорватії.
Проведення першого фольклорного фестивалю в Горішніх Плавнях заклало основу для розвитку фестивалів регіону.

## II фестиваль (2001 рік)
Другий міжнародний фольклорний фестиваль «Калинове літо на Дніпрі» тривав з 9 по 15 липня 2001 року. Сім Європейських країн — Білорусь, Молдова (ансамбль народного танцю і пісні «Пояниця»), Польща, Росія (фольклорний ансамбль «Пересєк»), Туреччина, Югославія (творче об'єднання «Срєм»), Україна (пісенно-танцювальний ансамбль «Полтава») — презентували культуру своїх регіонів гостям міста. Саме цього року було започатковано виїзні концерти учасників фестивалів поза межі офіційного місця проведення фестивалю — міста Горішні Плавні, зокрема здійснено виїзд до дитячого оздоровчого табору «Горизонт» та до старовинного козацького селища Келеберда.

## III фестиваль (2002 рік)

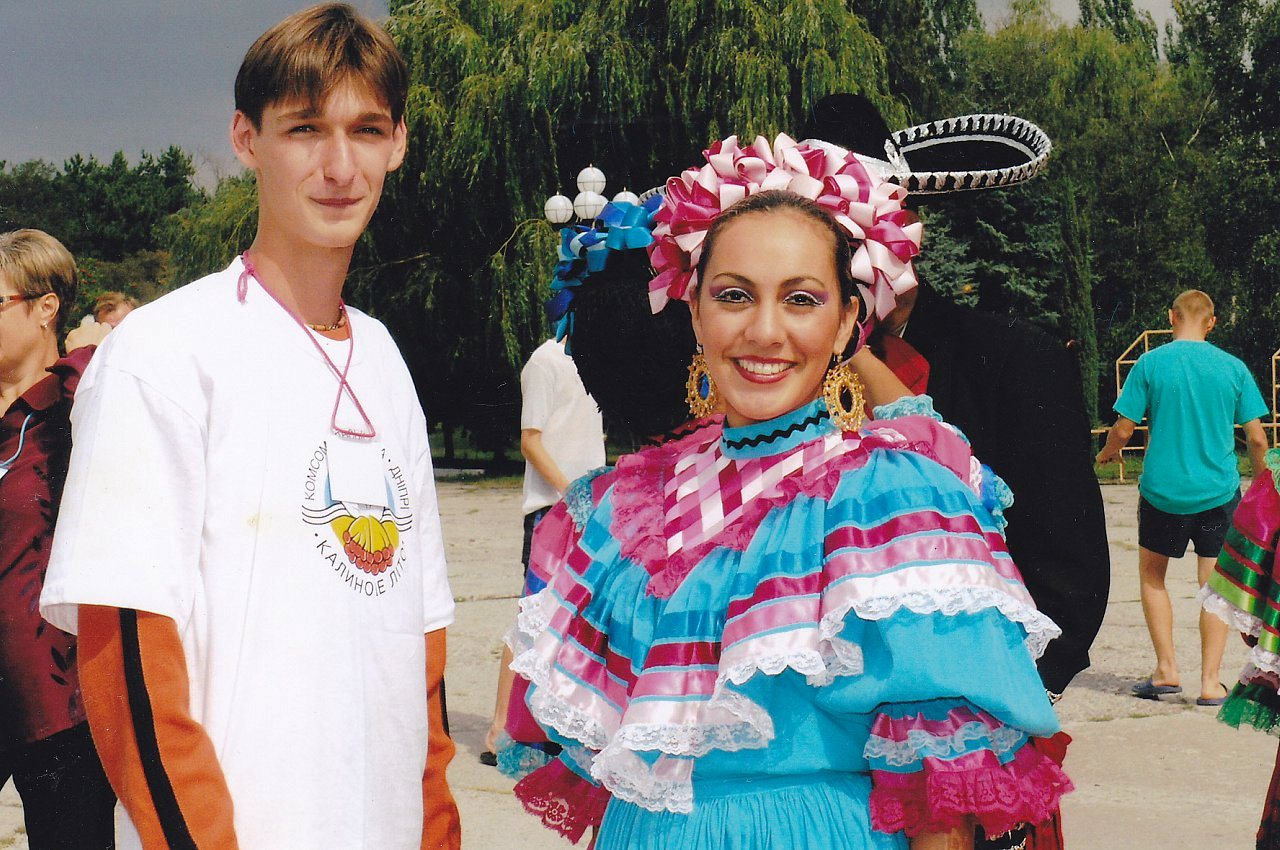
Робочі моменти перед гала-концертом, 2005

Третій Міжнародний фольклорний фестиваль розпочався 16 липня 2002 року. Громадяни України, Італії, Ізраїлю, Росії та Польщі причаровували своєю творчістю мешканців та гостей міста. Тогорічною інновацією було виведення концертних поїздок учасників фестивалю за межі Горішньоплавнівського регіону. Так фольклорними танками, мелодіями й піснями учасники фестивального руху радували жителів Кременчука і Полтави.

## IV фестиваль (2003 рік)
Четвертий фольклорний фестиваль, що проходив у Горішніх Плавнях 15.07 — 19.07.2003 року, зібрав 288 учасників з восьми країн світу: Індії, Іспанії, Німеччини, Хорватії, Сербії, Росії, Білорусі та України. Нововведення року: започаткування традиції проведення ярмарків народно-ужиткового мистецтва на території міського парку відпочинку.

## V фестиваль (2004 рік)

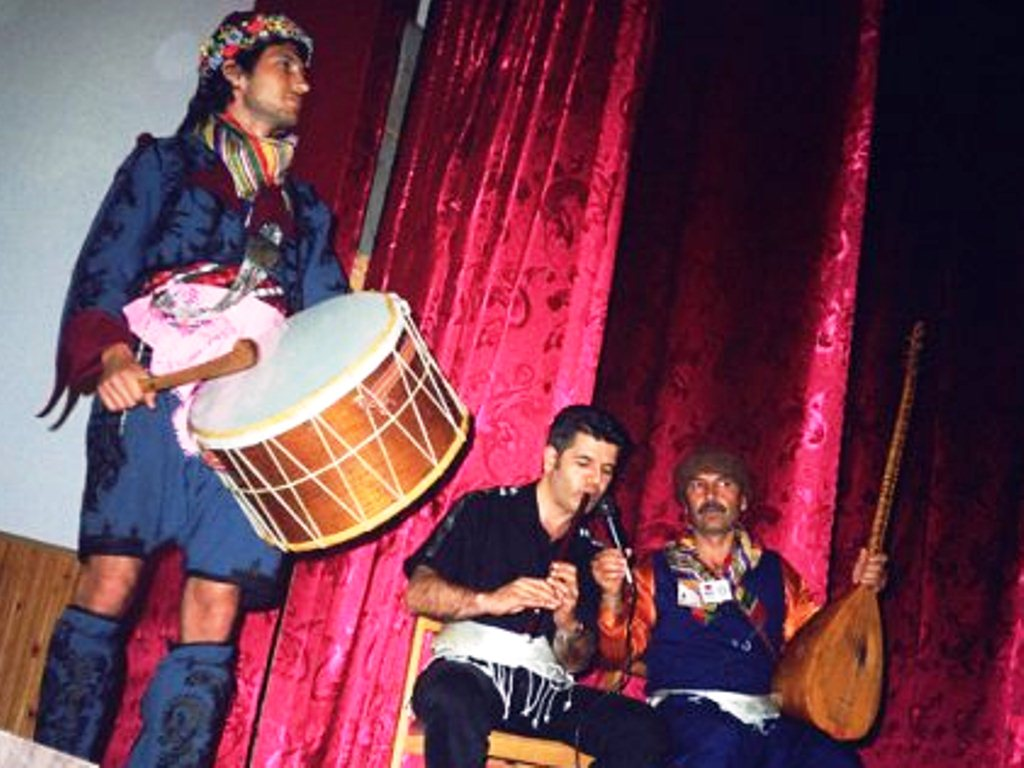
Турецький колектив у гостях у дитячому таборі «Горизонт», 2009

У 2004 році Міжнародний фольклорний фестиваль «Калинове літо на Дніпрі» святкував свій перший ювілей — перше п'ятиріччя. Фестиваль стартував 13 липня і тривав до 18 липня 2004 року. Новим директором фестивалю стала Зеленська Ірина Іванівна, завідувачка відділу культури і туризму міста. В Горішніх Плавнях зустрілися 215 учасників восьми країн світу. Алжир представляв фольклорний колектив «Сабль Д'Ор». США — танцювальний колектив «Танцюристи із Скелястих гір», з Пенджабу, хоч і з затримкою у декілька днів, приїхав фольклорний колектив, створений при Раді культурного розвитку штату Пенджаб. Сусідську Польщу репрезентував фольклорний ансамбль «Долина Дунайська». Культурою південних слов'ян зачарувало артистичне товариство «Молодість» з Сербії. Екзотики додали колективи з Таїланду (Накхон Ратхасіма Раджабхат) та турецький колектив «Бефад». Рідну українську культуру іноземцям гідно представив ансамбль пісні і танцю «Джерело» Гадяцького училища культури.
П'ятий міжнародний фольклорний фестиваль також не обійшовся без нововведень. Цього разу Горішньоплавнівський культурно-масовий інтернаціональний захід став першопочатком офіційного руху фольклорних фестивалів Горішні Плавні — Київ — Луцьк.

## VI фестиваль (2005 рік)
Шостий рік проведення фестивалю був не менш яскравим. Горішні Плавні перейняв естафету фестивального руху у міста Луцька, одразу ж по завершенню святкувань Дня Незалежності України. Шостий міжнародний фольклорний фестиваль «Калинове літо на Дніпрі» зробив друзями представників Мексики (балетна група «Санта-Аніта»), Вірменії, Білорусі (фольклорний колектив «Мєдуніца» з міста Жодіно), Кореї та України. На превеликий жаль, колектив з екзотичної африканської країни Чад не прибув до міста. Як виявилось пізніше, це була звичайна спроба нелегальної еміграції з неблагонадійної країни до Європи. Але атмосфери фестивалю це не зруйнувало. Знову запальні колективи радували своєю натхненною творчістю мешканців Кременчука та районів міст. Підприємці-власники з Горішніх Плавнів приватних ресторанів та кафе з радістю влаштовували виїзні концерти колективів у себе в закладах (нічний бар «Медуза» присвятив цілий програмний вечір колективу з Мексики, цьому ж колективу було виділено відкритий майданчик біля кафе «Слада», так що всі охочі могли подивитись виступ балетної трупи вже через день після офіційного закриття фестивалю у Горішніх Плавнях). Крім того гостям наддніпрянського міста випала можливість розпочати першими круїзи по Дніпру на новопридбаному «ПГЗК» теплоході «Лапоть». Організатори заходу пообіцяли продовжити започатковану традицію.

## VII фестиваль (2006 рік)

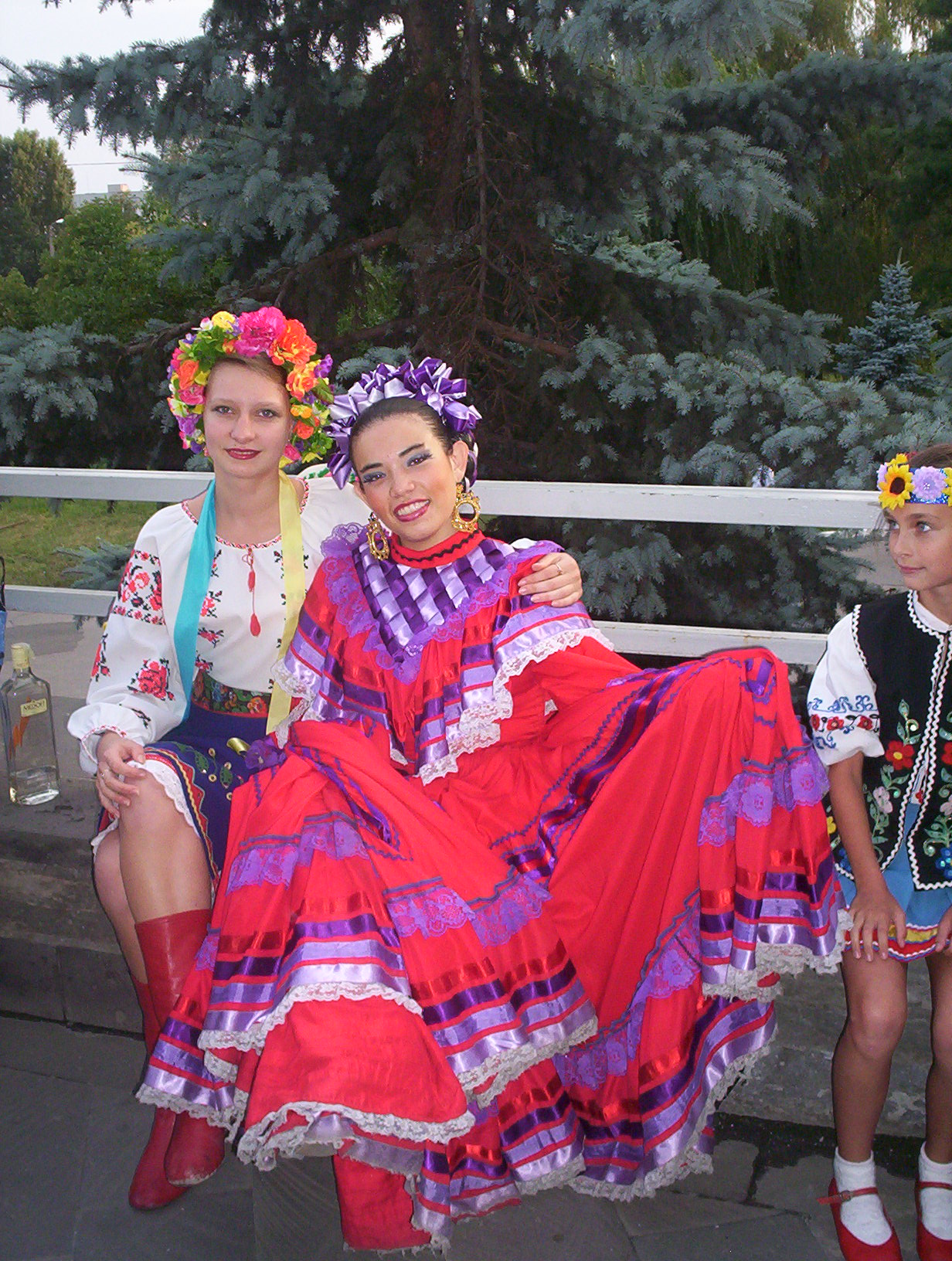
Діалог культур, 2005

Сьомий міжнародний фольклорний фестиваль стартував 13 серпня 2006 року. У п'ятиденному заході виявили бажання взяти участь дев'ять країн.
Польський регіональний колектив «Навойовичі», Фольклорний танцювальний ансамбль «Бессарабський сувенір» з Білгород-Дністровська, група «Вечорка» з республіки Карелія (Російська Федерація), Фольклорна група «Ас Салінейрас Делавос» з Португалії та група «Матіца» (Калінінград). На превеликий жаль не змогли потрапити на фестиваль колективи з Непалу, Домініканської республіки, Палестини. Після важких і довгих переговорів з українською митницею за участі Міністерства культури і туризму було допущено до участі колектив з республіки Того (Центральна Африка). Ситуація, що розгорілася навколо цього фольклорного колективу потребує окремої статті, присвяченій історії фестивального руху Горішніх Плавень.
Але так чи інакше, фестиваль відбувся. Яскраві колективи презентували свої країни на виїзному концерті під час Сорочинського ярмарку, у таборі «Горизонт» тощо.
Як бачимо, фестивальний рух, започаткований майже два десятиліття тому, знайшов відгук у серцях українців. Під час офіційної церемонії нагородження «Людина року — 2006» фестиваль був представлений у номінації «Подія року-2006». Голоси громадян віддали йому друге рейтингове місце, віддавши перевагу лише виборам-2006 до Рад усіх рівнів.

## XII фестиваль (2012 рік)
Дванадцятий міжнародний фольклорний фестиваль пройшов з 21 серпня по 25 серпня 2012 року. У п'ятиденному заході взяли участь дев'ять країн.
Учасниками фестивалю стали близько 280 осіб. Вони виступали у трьох жанрах: вокальному, хореографічному та інструментальному. За п'ять днів відбулося 9 концертів, з них 5 виїзних.
Фінал фестивалю відбувся 24 серпня. Після кола пошани колективів-учасників вулицями Горішніх Плавнів відбувся гала-концерт на Театральній площі Горішніх Плавнів та феєрверк.

## Фестиваль в особах
Тривалий час у роботі фестивалю активну участь брали люди з різних галузей:
- Котовський Леонід Іванович — 2000—2004 роки — перший директор фестивалю, заслуженого працівника культури України, на той час директор Палацу культури Горішніх Плавнів
- Зеленська Ірина Іванівна — із 2004 року — другий директор фестивалю, завідувачка відділу культури і туризму міста Горішні Плавні
- Попов Олександр Павлович — до 2007 року — мер міста Горішні Плавні
- Жеваго Костянтин Валентинович — із 2000 року — спонсор фестивалю, народний депутат
- Бурдуковська Тетяна Іванівна — із 2000 року — куратор, директор централізованої біблотечної мережі міста
- Лук'яненко Олександр Вікторович — 2004—2007 роки — перекладач

## Виноски
1. ↑  Лук'яненко О. В. «Комсомольськ-на-Дніпрі: коротка історія фестивального руху» / Олександр Вікторович Лук'яненко // Перші Череванівські читання: збірник матеріалів регіональної науково-практичної конференції. Полтава: ІОЦ ПДПУ, 2007. — С. 78-85
2. ↑  Свічадо Придніпров'я: Краєзнавчий альманах. Книга друга. — Кременчук: Християнська Зоря, 2006. — C.117
3. ↑  Ахінян Ю. Ангажемент. Передача міського кабельного телебачення міста Горішні Плавні ТРК «ГОК» від 9.12.2006 року.
4. ↑  П'ятий міжнародний фольклорний фестиваль «Калинове літо на Дніпрі». Буклет / уклад. Міський відділ культури, англ. переклад: Гаврилов К., Горбатюк І., Лук'яненко О. та ін. — Комсомольськ: Дизайн-Центр, 2004. — 17 с.
5. ↑  Четвертий міжнародний фольклорний фестиваль «Калинове літо на Дніпрі». Буклет / уклад. Міський відділ культури. — Комсомольськ: Дизайн-Центр, 2003. — 15 с.
6. ↑  Шостий міжнародний фольклорний фестиваль «Калинове літо на Дніпрі». Буклет / уклад. Міський відділ культури, англ. переклад: Гаврилов К., Лук'яненко О. — Комсомольськ: Дизайн-Центр, 2005. — 17 с.
7. ↑  Сьомий міжнародний фольклорний фестиваль «Калинове літо на Дніпрі». Буклет / уклад. Міський відділ культури, англ. переклад: Лук'яненко О. В. — Комсомольськ: Дизайн-Центр, 2006. — 15 с.
8. ↑  Людина року — 2006. Запис офіційної щорічної церемонії нагородження. Передача міського кабельного телебачення міста Комсомольська ТРК «ГОК» від 9.12.2006 року.
9. 1 2 3  Кременчуцький Телеграф: У Комсомольську пройшов Міжнародний фольклорний фестиваль «Калинове літо на Дніпрі» [Архівовано 5 березня 2016 у Wayback Machine.](рос.)